# Deinococcus radiodurans
Deinococcus radiodurans je ekstremofilna bakterija iz rodu Deinococcus. Spada med najbolj odporne organizme proti radioaktivnemu sevanju, poleg tega pa lahko kljubuje mrazu in dehidraciji ter prebiva v kislem okolju in v vakuumu; s tega vidika je bakterija poliekstremofil. V Guinnessovo knjigo rekordov je vpisana kot najbolj odporna bakterija na svetu.

## Etimologija
Prvotno znanstveno ime bakterije je bilo Micrococcus radiodurans, pozneje pa je bila preimenovana v Deinococcus radiodurans. Ime izhaja iz grških besed deinós – strašen in kókkos – zrnce, jedro ter latinskih besed radius – žarek oziroma predpone radio- (kar se nanaša na radioaktivnost) ter durus – trd. Zaradi izjemne odpornosti proti zunanjim dejavnikom je bakterija dobila vzdevek »Konan Bakterija«, po fantazijskem liku Konanu Barbaru.

## Zgodovina
D. radiodurans je leta 1956 odkril A. W. Anderson v Oregonu med raziskovanjem možnosti uporabe žarkov gama za sterilizacijo konzervirane hrane. Celotno zaporedje DNK genoma bakterije je leta 1999 objavil Inštitut za raziskave genoma (TIGR) v Marylandu v ZDA.

## Splošen opis
D. radiodurans je dokaj velika okrogla bakterija s premerom od 1,5 do 3,5 µm. Navadno se štiri bakterije združijo skupaj in tako tvorijo tetrado. Bakterije se goji (kultivira) relativno lahko in ne povzročajo okužb. Kolonije so gladke, izbočene in roza do rdeče barve. Same celice se obarvajo kot Grampozitivne bakterije, čeprav je celični ovoj za slednje dokaj nenavaden in spominja bolj na celično steno Gramnegativnih bakterij.
Bakterija ne tvori endospor in ni mobilna. Je obligativni aerob, kar pomeni, da nujno potrebuje kisik za celično dihanje in s tem za proizvodnjo energije v obliki adenozin trifosfata (ATP), ter kemoorganoheterotrof, kar pomeni, da ogljikov dioksid (CO2) pridobiva iz okolja (heterotrof), energijo pa iz oksidacije organskih snovi (kemo- in organotrof). V skladu s tem je pogosto prisotna v okolju, bogatem z organskimi snovmi, kot so tla, feces, meso in kanalizacija, izolirana pa je bila tudi iz suhe hrane, prahu, medicinskih pripomočkov in tekstila. Optimalna temperatura za rast je 30–37 °C.
Genom bakterije je sestavljen iz dveh krožnih kromosomov, pri čemer je eden dolg 2,65 milijonov baznih parov (bp), drugi pa okoli 412.000 bp, ter iz megaplazmida s 177.000 bp in manjšega plazmida z 46.000 bp. V mirovanju vsebuje štiri kopije genoma, v aktivni fazi, tj. celični delitvi, pa 8–10 kopij. Celoten genom vsebuje okoli 3250 genov.

## Radioaktivna odpornost
D. radiodurans je sposobna prenesti akutno dozo do 5.000 Gy ionizirajočega sevanja brez izgube življenjskih funkcij in akutno dozo do 15.000 Gy s 37 % preživetja.

### Evolucijski vidik
Eno od trenutnih bistvenih vprašanj je, zakaj je bakterija sploh razvila tako visoko odpornost proti radioaktivnemu sevanju. Naravno sevanje (t. i. radioaktivno ozadje), ki ga povzročajo kozmični žarki in naravni radioaktivni elementi v okolju, je namreč povečini zelo nizko, tj. v povprečju 0,4 mGy na leto, največje do zdaj izmerjeno sevanje pa znaša 175 mGy na leto v obalnem mestu Guarapara v Braziliji. To torej pomeni, da je pri organizmih verjetnost za razvoj obrambnih mehanizmov proti radioaktivnosti dokaj majhna pri relativno nizki vrednosti sevanja.
Bilo je predlagano, da se je tovrstna odpornost razvila kot stranski mehanizem za obrambo pred daljšo izsušitvijo. Dokazano je bilo, da so mutantne bakterije, ki so občutljive na radioaktivno sevanje, občutljive tudi na izsušitev, medtem ko so naravni tipi odporni na oboje. Bakterije vsebujejo posebne proteine LEA (angleško Late Embryogenesis Abundant), ki ščitijo pred poškodbami zaradi izsušitve preko preprečevanja agregacije proteinov, delovali pa naj bi kot šaperoni.
Nekateri znanstveniki so mnenja, da naj bi se odpornost razvila na Marsu, na Zemljo pa naj bi se bakterije prenesle preko meteorita. Temu nasprotuje dejstvo, da je bakterija v genetskem in biokemijskem smislu zelo podobna ostalim kopenskim organizmom.

### Mehanizmi odpornosti
Odpornost D. radiodurans je pravzaprav vsota različnih pasivnih fizioloških lastnosti bakterije ter aktivnih mehanizmov, tj. DNK popravljalnih encimov.
K pasivni zaščiti spadajo večje število kopij genoma, organizacija DNK v toroide, ki morda prispevajo k popravljanju, visoka koncentracija manganovih kationov (Mn2+), ki delujejo kot antioksidanti, ter uravnavanje (regulacija) celičnih odzivov (npr. inhibicija podvajanja DNK), pa tudi dušikov oksid (NO), ki je potreben pri okrevanju bakterije po izpostavitvi sevanju.
Aktivno popravljanje dvojnih prelomov DNK s pomočjo encimov poteka v dveh fazah. V prvi fazi poteka specifičen proces, imenovan sintezno-odvisno verižno prileganje (angleško synthesis-dependent strand annealing ali SDSA), pri katerem eden od dveh 3` koncev poišče homologno zaporedje na sestrski vijačnici druge kopije genoma in jo razpre, preostali prosti 3` konec pa se prav tako veže na homologno zaporedje, nakar poteče sinteza DNK verige. Novonastala konca, ki se drug drugemu prilegata, oddisociirata od sestrske vijačnice in se med sabo homologno povežeta, manjkajoča mesta v vijačnici pa se do konca dopolnijo. V drugi fazi se aktivira drugi popravljalni mehanizem, rekombinaza A (RecA)-odvisna homologna rekombinacija. Pri tem je potrebno omeniti, da se vsi vključeni proteini (DNK-polimeraza I, rekombinaze, SSB proteini) razlikujejo od tistih v drugih bakterijah v določenih podrobnostih; SSB (angleško single strand binding) protein je npr. bolj aktiven od tistega v E. coli. Poleg tega obstajajo tudi drugi posebni proteini, kot npr. protein DdrA, ki se veže na prosti 3` konec in ga ščiti pred eksonukleazami, ter proteini, ki stabilizirajo fragmente, nastalih zaradi dvojnih prelomov, in tako preprečijo ločitve teh fragmentov ter možnost napačnih vezav pri popravljanju. Vse to omogoča bakteriji, da popravi DNK brez kakršnihkoli napak v zaporedju.

## Uporaba
Bakterije rodu Deinococcus so bile genetsko spremenjene za uporabo v bioremediaciji, tj. obdelovalnem postopku, pri katerih mikroorganizmi spremenijo okoljsko onesnaževanje (npr. zaradi težkih kovin ali karcinogenov) v tleh, podtalnici in sedimentih do neškodljivih končnih produktov, tudi v radioaktivnem okolju. Gen za reduktazo, ki oksidira živosrebrove ione, je bil izoliran iz E. coli in prenesen v te bakterije za razstrupljanje (detoksifikacijo) ostankov živega srebra, ki so pogosto prisotni v radioaktivnih odpadkih, nastalih pri proizvodnji jedrskega orožja.
Leta 2003 so znanstveniki demonstrirali uporabo D. radiodurans kot sredstvo za zapis pomembnih podatkov v primeru jedrske katastrofe. Pesem It's a Small World so prevedli v serijo DNK segmentov, dolgih 150 baznih parov, in jih vstavili v bakterijo. Izvorno informacijo, tj. besedilo pesmi, so uspeli izolirati brez napak pri 100. generaciji bakterij.